# Louis Legrand (Theologe)
Louis Legrand (* 12. Juni 1711 in Lusigny-sur-Ouche, Burgund; † 20. Juli 1780 in Issy, Île-de-France) war ein französischer Theologe.

## Leben
Louis Legrand studierte in Autun und Paris Theologie und Philosophie. Danach wurde er nach Clermont geschickt, wo er von 1733 bis 1736 Philosophie lehrte. Er wurde jedoch bald nach Paris zurückgerufen, um in den theologischen Kursus aufgenommen zu werden. Seine Kenntnisse, seine Urteilskraft, sein Gedächtnis und sein Fleiß lenkten zwar die Aufmerksamkeit auf ihn; doch wegen der Schwerfälligkeit seines Sprechens wurde er zurückgesetzt, obgleich er als der beste Theologe unter allen seinen Mitschülern galt. Nach Beendigung seiner Studien (1740) ließ er sich in die zur Leitung der Seminare gestiftete Kongregation der Priester von Saint-Sulpice aufnehmen und lehrte von 1740 bis 1743 Theologie in Cambrai. Danach war er von 1743 bis 1745 Superior des Seminars von Autun. Später ging Legrand wieder nach Paris und blieb nun, nachdem er 1746 die theologische Doktorwürde an der Sorbonne erlangt hatte, in verschiedenen Funktionen beim Seminar Saint-Sulpice. Dieses Seminar stand damals bei der Geistlichkeit in großem Ansehen und Legrand trug nach Kräften bei, diesen Ruf zu erhalten. 1767 wurde er zum Studienmeister am gleichen Seminar ernannt und übte in dieser Eigenschaft einen großen Einfluss auf die vielversprechendsten jungen französischen Kleriker aus, die sich auf die Erlangung eines akademischen Grads an der Sorbonne vorbereiteten.
Legrand vertiefte beharrlich das Studium seines Fachs und brachte es bald dahin, dass er als einer der gelehrtesten Theologen der Pariser Fakultät betrachtet und sein Rat in zahlreichen schwierigen theologischen Fragen eingeholt wurde. Die dadurch veranlasste Korrespondenz gereichte jedoch seinen größeren literarischen Arbeiten, die er begonnen hatte, zum Nachteil, da ihm ein Großteil der zu ihrer Beendigung nötigen Zeit durch die Beantwortung der an ihn gerichteten Fragen verlorenging. Ein von Legrand auf eine solche Anfrage hin verfasstes Gutachten findet sich im ersten Band der Schrift Tractatus theologico-dogmaticus de homine lapso et reparato (2 Bände, Paris 1779) des Dekans der theologischen Fakultät zu Caen, Leclerc, genannt de Beauberon. Die römische Tendenz, im Streit zwischen den Jansenisten und Molinisten versöhnend zu wirken, der Leclercs Vorlesungen aus den Jahren 1773/74 dienten, fanden in dem Traktat und dem Gutachten Legrands eine Stütze.
Außerdem war Legrand als Doktor der Sorbonne ein einflussreicher Zensor der theologischen Fakultät, ein Amt, das ebenfalls Zeit in Anspruch nahm und ihm überdies viele Unannehmlichkeiten bereitete und ihn in mancherlei Streitigkeiten verwickelte, obschon er stets im Namen der theologischen Fakultät sprach, deren Syndikus, Abbé Riballier (seit 1765), in freundschaftlichem Verhältnis zu ihm stand. So ist Legrand Verfasser jener Zensur, die gegen den zweiten und dritten Band der Geschichte des Volkes Gottes von Isaac-Joseph Berruyer (Determinatio sacrae facultatis theologicae super libro, cui titulis: Histoire du peuple de Dieu, Paris 1762) erschien. Auch verfasste er die verurteilende Zensur des Émile von Rousseau, die vielfach, insbesondere in der jansenistischen Wochenschrift Nouvelles ecclésiastiques, angegriffen, aber von ihm in den Observations sur quelques articles de la censure de la faculté de théologie de Paris, contre le livre intitulé: „Émile ou de l’éducation“ ou [six] Lettres de M*** (1763) verteidigt wurde. Diese sechs Briefe, von denen der erste dem Abbé Gervaise, der das Buch der theologischen Fakultät denunziert hatte, der letzte einem unbekannten Verfasser und die übrigen Legrand angehören, wurden auch unter dem Titel Lettres intéressantes aux amis de la vérité (1763) noch in demselben Jahr zum zweiten Mal gedruckt.
Legrand entwarf ferner die Zensur gegen Marmontels politischen Roman Bélisaire, in dem die Zeitfragen im Sinn der „Philosophie“ besprochen wurden (Censure de la faculté de théologie de Paris, contre le live intitulé: Bélisaire, Paris 1767). Er verfuhr aber mit dem Verfasser sehr rücksichtsvoll und leistete ihm sogar in derselben Zeit wichtige Dienste. Nichtsdestoweniger wurde er von Marmontel, Voltaire und den „Philosophen“ heftig angegriffen, was den Pariser Erzbischof Christophe de Beaumont veranlasste, die Zensur in einem Hirtenbrief vom 31. Januar 1768 völlig zu bestätigen. Dieselbe Mäßigung in der Behandlung der Personenfrage bewies Legrand gegen Buffon, als dessen 1779 erschienenen Epoques de la nature seiner Zensur unterlagen; auch riet er, sich mit einer neuen Erklärung des berühmten Naturforschers, die den Bischöfen mitgeteilt wurde, zu begnügen. Eine beim Bischof von Troyes eingebrachte Denunziation gegen Collets Moraltheologie, die im Seminar von Saint-Sulpice eingeführt worden war, wies er entschieden zurück. Indessen veröffentlichte er die von ihm hierzu im September 1764 verfasste Schrift nicht, da sich Collet selbst erfolgreich verteidigte.
1768 erhielt Legrand den Auftrag, eine Sammlung von Thesen, die an verschiedenen Orten verteidigt worden waren und für die Jansenisten günstig lauteten, zu untersuchen. Da er seinem Urteil einige Anmerkungen hinzufügte, die zu weit ausgedehnte Grundsätze und falsche Ausdrücke in diesen Thesen berichtigten, so wurden diese Anmerkungen heftig angegriffen. Legrand verteidigte sich durch drei Briefe (Lettres d’un docteur de la faculté de théologie au censeur royal, auteur des notes, Paris 1769), in denen er den zwischen der Lehre der Augustinianer in Italien und der Lehre der Appellanten in Frankreich obwaltenden Unterschied klar darlegte.
In einem Streit der Pfarrer von Cahors gegen das dortige Kapitel, das die Berufung der Pfarrer auf ihr Amt als göttliches Recht (mit Bezug auf die Nachfolgerschaft der 72 Jünger des Herrn) angegriffen hatte, riefen die Pfarrer die Entscheidung der Sorbonne an, die auf Basis des Gutachtens zweier Doktoren, Xaupi und Billette, gegen das Kapitel ausfiel. Diese Entscheidung wurde von Legrand und Riballier nur unter Zurückweisung der vielfach übertriebenen Forderungen der Pfarrer angenommen. Auf die Klage des Bischofs von Cahors gegen die erste Entscheidung kam die Sache erneut vor die Fakultät, und diese zensurierte schließlich das Gutachten der beiden erstgenannten Doktoren. Als die Jansenisten für die Doktoren Partei ergriffen, vermochte Legrands Ansehen diese zur Anerkennung der Zensur zu bringen.
Legrands eigene theologische Schriften trugen folgende Titel:
- Tractatus de incarnatione verbi divini, 2 Bände, Paris 1750; neue Auflage, 3 Bände, Paris 1774
- De ecclesia Christi, in usum alumnorum sacrae facultatis Parisiensis, Paris 1779
- De existentia Dei, opus posthumum, Paris 1812; mit zwei Dissertationen über den Atheismus und die Existenz Gottes sowie einer Kurzbiographie Legrands, die von J. Montaigne stammt

Diese beiden letztgenannten, postum erschienenen Dissertationen sind nur Abschnitte eines geplanten größeren theologischen Werks, dessen Vollendung unterblieb. In Legrands Nachlass befanden sich noch einige dazu gehörende Abhandlungen. Legrand besorgte auch eine vermehrte und verbesserte Auflage der Vorlesungen über Gott und seine Attribute (2 Bände, Paris 1751) von Lafosse, dem früheren Studienpräfekten von Saint-Sulpice, und eine neue Ausgabe des Rituel de la paroisse d’Auch (1751).
Während Legrand mit der Zensur Bussons beschäftigt war, wurde er unvermutet von einer Krankheit ereilt. Er ließ sich in das Seminar von Issy nahe Paris bringen, in dem er am 20. Juli 1780 im Alter von 69 Jahren starb.